# Sebastián Gualco
Sebastián Inocencio Gualco (n. 26 de abril de 1912 - † 6 de noviembre de 1992) fue un futbolista argentino que jugó en los comienzos del fútbol profesional de ese país. Es considerado uno de los mejores arqueros de la historia del fútbol argentino.
Debutó en Primera División en Platense, en 1931 demostrando un estilo diferente al conocido hasta entonces; movimientos seguros, buena ubicación en el área y la facilidad con la que cortaba los centros lo hicieron distinguirse del resto de sus colegas.
En 1932 tomó notoriedad al ser el primero que le atajaba un penal a Bernabé Ferreyra.
En 1934 pasó a San Lorenzo de Almagro, equipo en el que debutó el 25 de marzo de 1934 frente a Atlanta-Argentinos (unión de ambos equipos que se dio durante dicho año). Con San Lorenzo disputó 184 partidos, siendo el cuarto arquero con más presencias en el club. Además formó parte del campeón de la Copa de Honor 1936.
En 1937 tuvo un paso por Chacarita para volver al año siguiente a San Lorenzo, permaneciendo hasta 1940.
En 1941 fue transferido a Ferro Carril Oeste, equipo donde jugó hasta 1945. Durante su paso por la escuadra de Caballito, Emérico Hirschl, entonces entrenador del Club Atlético Banfield, intentó sobornarlo sin éxito, hecho que acabaría enviando al descenso a este último cuadro. Al año siguiente arribó a Huracán, club en el que se retiró del fútbol profesional en 1946, después de 15 años en el fútbol grande de Argentina.
Además, entre 1935 y 1943, jugó 23 partidos en la Selección Nacional, participando de varios Campeonatos Sudamericanos. Fue cuñado del director de cine Héctor Canziani
Falleció el 6 de noviembre de 1992 a causa de un mal hepático.

## Trayectoria
| Club                   | País      | Año       |
| ---------------------- | --------- | --------- |
| Platense               | Argentina | 1931-1933 |
| San Lorenzo de Almagro | Argentina | 1934-1936 |
| Chacarita Juniors      | Argentina | 1937      |
| San Lorenzo de Almagro | Argentina | 1938-1940 |
| Ferro Carril Oeste     | Argentina | 1941-1945 |
| Huracán                | Argentina | 1946      |